# Gavrana tristicolor
Gavrana tristicolor är en stekelart som beskrevs av Heinrich 1934. Gavrana tristicolor ingår i släktet Gavrana och familjen brokparasitsteklar. Utöver nominatformen finns också underarten G. t. pancelebensis.